# Ontologische Wende
Die ontologische Wende (englisch ontological turn) bezeichnet ein verstärktes Interesse innerhalb der Anthropologie an ontologischen Fragestellungen seit den 1990er Jahren.

## Definition
Der Begriff Ontologie stammt ursprünglich aus der Philosophie, in welcher er häufig synonym zum Begriff der Metaphysik verwendet wird. Die Ontologie, auch als Seinslehre bezeichnet, ist ein Teilbereich der Philosophie, der sich mit der Beschaffenheit der Welt und der Existenz von Dingen beschäftigt. Während die Ontologie als philosophische Disziplin grundlegende Fragen nach dem Sein untersucht, die unabhängig von menschlichem Erleben sind, konzentriert sich die ontologische Anthropologie auf das Verständnis der Vielfalt und Variabilität menschlicher Erfahrungen, Ansichten und Wissens. Vertreter der ontologischen Anthropologie gehen davon aus, dass diese Unterschiede nicht bloß auf verschiedene Perspektiven auf Repräsentationen einer einzigen Welt zurückzuführen sind. Vielmehr erkennen sie die Existenz unterschiedlicher Realitäten an und sprechen nicht von verschiedenen Weltanschauungen, sondern von verschiedenen Welten. Bei Ontologien im anthropologischen Sinn handelt es sich also um „Theorien des Seins und der Realität“.

## Hintergrund
Die ontologische Wende ist keine homogene Bewegung mit einheitlichem Verständnis von Ontologie oder eindeutig zuordenbaren Wissenschaftlern. Die ontologische Wende wird jedoch eng mit der Debatte um Eduardo Viveiros de Castros „Multinaturalismus“ in Verbindung gebracht. Weitere Anthropologen, die häufig mit der ontologischen Wende assoziiert werden, sind u. a. Philippe Descola, Bruno Latour und Eduardo Kohn. Der ontologischen Wende liegt die Feststellung zugrunde, dass viele der von der Anthropologie untersuchten Gesellschaften die Vorstellung einer stabilen und universellen Natur nicht teilen und dass andere Ansichten und Wissenssysteme nicht „ernstgenommen“ werden können, wenn eine singuläre Realität angenommen wird.

## Kritik
Eine wiederholte Kritik an der ontologischen Anthropologie bezieht sich auf den Begriff der Ontologie selbst und die metaphysischen sowie essentialistischen Assoziationen, die damit einhergehen. Gemäß Paolo Heywoods Standpunkt haben sich Teile der ontologischen Wende „zu weit von der Aufforderung entfernt, andere Welten 'ernst zu nehmen'“ und hätten stattdessen begonnen „ihre eigenen Welten zu errichten“. Weitere Kritikpunkte beziehen sich auf die Unterscheidung zwischen dem Begriff der Ontologie und dem Konzept der Kultur sowie die Befürchtung, dass Ontologie lediglich ein neues Modewort für Kultur sei. In einer Diskussion der Group for Debates in Anthropological Theory im Februar 2008 in Manchester wurde die Aussage „Ontology is just another word for culture“ von Michael Carrithers, Matei Candea, Karen Sykes und Martin Holbraad in einer Pro-Kontra-Diskussion erörtert. Die Redner kamen letztendlich zu dem Konsens, dass Ontologie und Kultur weitgehend sinnverwandte Konzepte sind, jedoch mit unterschiedlichen Schwerpunkten. Eine weitere Kritik bezieht sich auf ebendiese Diskussion. Zoe Todd schreibt in ihrem Artikel „An Indigenous Feminist’s Take On The Ontological Turn: ‘Ontology’ Is Just Another Word For Colonialism“ (2016), dass Ontologien indigener Gruppen in der europäisch-westlichen Lehre ausgeschlossen würden. Sie wirft hier die Frage auf, wie koloniale Strukturen in der Wissenschaft überwunden und indigene Stimmen in die Lehre aufgenommen werden können, damit es zur Überwindung weißer Vorherrschaft in der Wissenschaft kommen könne.